# William FitzGerald, 2:e hertig av Leinster
William Robert FitzGerald, 2:e hertig av Leinster, född den 13 mars 1749, död den 20 oktober 1804, var en irländsk ädling.

## Biografi
William FitzGerald var son till James FitzGerald, 1:e hertig av Leinster och Emilia Mary Lennox.
Som den främste inom Kungariket Irlands pärskap gav han den engelska regeringen värdefullt stöd vid unionen med Skottlands genomförande 1800. Han ogillade sin bror Edwards upprorsförsök 1798, men gjorde upprepade fruktlösa försök att rädda denne personligen.